# Capitan Fracassa (film 1961)
Capitan Fracassa è un film del 1961 diretto da Pierre Gaspard-Huit.

## Trama
Un barone in rovina, Philippe de Sigognac, incontra un giorno una troupe di comici itineranti guidati da Erode. Attratto da colei che svolge il ruolo di ingenua, Isabelle, e il dinamismo e l'entusiasmo dei suoi compagni, prende il posto del compianto poeta della troupe, appena defunto, Matamore, e diventa capitan Fracassa. Da parte sua, Isabelle ama Philippe, ma non vuole prendere in considerazione alcuna unione; la nobiltà che le manca, danneggerebbe il barone.
Un giorno, il duca di Vallombreuse, sedotto da Isabelle, è sfidato da un duello di Philippe per aver molestato la ragazza. Vinto, lancia i suoi uomini contro Fracassa, quindi rapisce Isabelle. Gli attori si lanciano all'assalto del castello dove viene tenuta prigioniera. Questa volta Vallombreuse è gravemente ferito, e il padre del duca, che è arrivato correndo sul posto, scopre in Isabella la figlia di una donna che aveva una volta amato.
Nulla è ora contrario all'unione di Fracassa e Isabelle, sotto lo sguardo tenero degli attori Erode e Scapino.

## Produzione
- Settimo adattamento del romanzo di Théophile Gautier, e il più famoso.
- Con poco più di 3 milioni, questo film è tra i primi 20 maggiori incassi francesi del 1961.
- Le scene girate nei boschi sono state filmate nella Foresta di Rambouillet durante l'inverno. Il castello del duca di Vallombrosa è in realtà il castello di Maintenon.
- La scena dei duelli è stata girata poco fuori dal castello di Gisors.
- Jean Marais ha eseguito tutte le sue acrobazie sotto la direzione di Claude Carliez.
- Questo è il primo lungometraggio di Geneviève Grad all'età di 17 anni.